# Tabackuri
Tabackuri (gruz. ტაბაწყური) – wieś w Gruzji, w regionie Samcche-Dżawachetia, w gminie Bordżomi. W 2014 roku liczyła 560 mieszkańców.